# Désenchantée
Pour les articles homonymes, voir Désenchantée (homonymie).
Singles de Mylène Farmer
Plus grandir (Live)
(1990) Regrets
(1991)
Désenchantée est une chanson de Mylène Farmer, sortie le 18 mars 1991 en tant que premier extrait de son troisième album, L'Autre….
Écrite par Mylène Farmer et composée par Laurent Boutonnat, Désenchantée demeure le plus gros succès de la chanteuse : no 1 durant neuf semaines, elle est la chanson la plus diffusée de l'année 1991 en France et celle qui a rapporté le plus de revenus générés à partir des droits d'auteur. Elle connaît également le succès au-delà des frontières françaises, s'écoulant à plus de 1 300 000 exemplaires.
Soutenu par un clip de Laurent Boutonnat tourné en Hongrie, Désenchantée est un des titres les plus emblématiques des années 1990 et parvient à traverser les générations, demeurant la chanson de Mylène Farmer la plus écoutée sur les plateformes de streaming. En 2005, elle a été la chanson française la plus diffusée dans le monde.
Le titre a connu plusieurs reprises, dont la plus célèbre reste celle de Kate Ryan, qui a connu un grand succès européen en 2002.

## Contexte et écriture
En 1989, Mylène Farmer effectue sa première tournée, immortalisée sur l'album Mylène Farmer en concert paru en décembre 1989. La fin de cette tournée est une période très déstabilisante pour l'artiste : « On m'avait prévenue : à la fin d'un spectacle, tous les artistes connaissent un passage à vide […] Tout paraît vain. Je ne sais pas ce que c'est qu'une dépression mais je pense que ce que j'ai vécu là, pendant au moins quatre mois au sortir de Bercy, cela y ressemble. Cette envie de ne plus bouger, cette incapacité à vouloir communiquer ». « Tous ces états de choses très puissantes et puis rien, c'est presque inhumain ».
Mylène Farmer profite de cette période pour lire, notamment Pierre Reverdy, Emily Dickinson et surtout Emil Cioran (et plus particulièrement Sur les cimes du désespoir). S'ensuivent l'écriture et l'enregistrement de son nouvel album, L'Autre…, pendant cinq mois.
Parmi les chansons de cet album, figure Désenchantée, un titre qui se détache fortement mais pour lequel Laurent Boutonnat n'arrive pas à trouver les bons arrangements (excédé, il envisagera même de jeter la chanson). Ce n'est qu'après plusieurs essais qu'il réussit, avec l'aide de l'ingénieur du son Thierry Rogen, à finaliser le mixage.
Dans ce texte, la chanteuse évoque une « perte d'illusion permanente » mais qu'elle ne qualifie pas de triste : « Rien ne tient, de nos idéaux, de nos espoirs. Pourtant, ce n'est pas triste. Une énergie, comme une révolution, la fin des leurres peut-être ».
La noirceur des paroles (« Nager dans les eaux troubles des lendemains, attendre ici la fin », « Flotter dans l'air trop lourd du presque rien, à qui tendre la main », « Plus rien n'a de sens, plus rien ne va », « Tout est chaos, à côté ») est contrebalancée par une rythmique très dynamique à base de piano et de synthétiseurs, et laisse par moments entrevoir quelques notes d'espoir (« Pourtant, je voudrais retrouver l'innocence », « Je cherche une âme qui pourra m'aider »), tout en rejetant l'idée de trouver ce salut dans la religion (« Si le ciel a un enfer, le ciel peut bien m'attendre »).

## Sortie et accueil critique

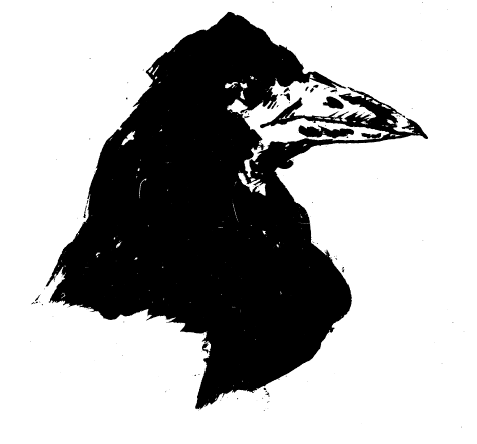
L'image d'un corbeau figure sur le verso du disque. Il sera également présent sur la pochette de l'album L'Autre….

Le single sort le 18 mars 1991 et dévoile une Mylène Farmer aux cheveux courts.
Sur le verso du disque, figure l'image d'un corbeau avec des plumes dans des tons roux. Le même corbeau, mais cette fois avec des plumes noires, sera également présent sur la pochette de l'album L'Autre..., qui sort trois semaines après Désenchantée.

### Critiques
- « Une vraie perle. » (Le Parisien)[7]
- « Peut-être la plus efficace des chansons de Mylène. » (Picsou Magazine)[8]
- « Jamais un 45 tours n'aura provoqué autant d'émoi dès sa sortie. » (Top secrets)[9]
- « Une pépite. Un titre à rendre nerveux les éléphants du PS. » (L'Humanité)[10]
- « Lisse, droite, synthétique et disco, cette chanson est désarmante d'immédiateté et monstrueusement tubesque. » (Star Music)[11]
- « Trente ans après le premier tour de piste triomphal, le break et l’explosion du refrain (« Tout est chaos ») restent imparables. » (Télérama)[12]

### Amalgame politique
Désenchantée sort dans une période de grande morosité : alors que la guerre du Golfe fait rage, des manifestations d'étudiants ont lieu en France, exprimant leur déception envers François Mitterrand qui avait été réélu Président de la République en 1988 à la suite d'une campagne qui avait particulièrement séduit les jeunes, portée par le slogan « Génération Mitterrand ». Nombreux sont ceux qui attribuent alors un sens politique à la chanson. Pour Mylène Farmer, qui souhaite se situer « hors du temps, hors de l'histoire », il n'y a pas de revendication politique :

« Cela n'implique que moi. Je ne dis pas que l'époque est désenchantée, mais que mon regard sur la vie, sur les choses l'est. C'est Mylène Farmer qui est désenchantée. Ma demande est fondamentalement narcissique, égotiste. Je ne peux pas prôner le négativisme, en l'affirmant. Ce n'est pas pessimisme que de penser qu'on est en 91 devenu plus lucide, davantage conscient de ses désillusions qu'auparavant. »

## Vidéo-clip

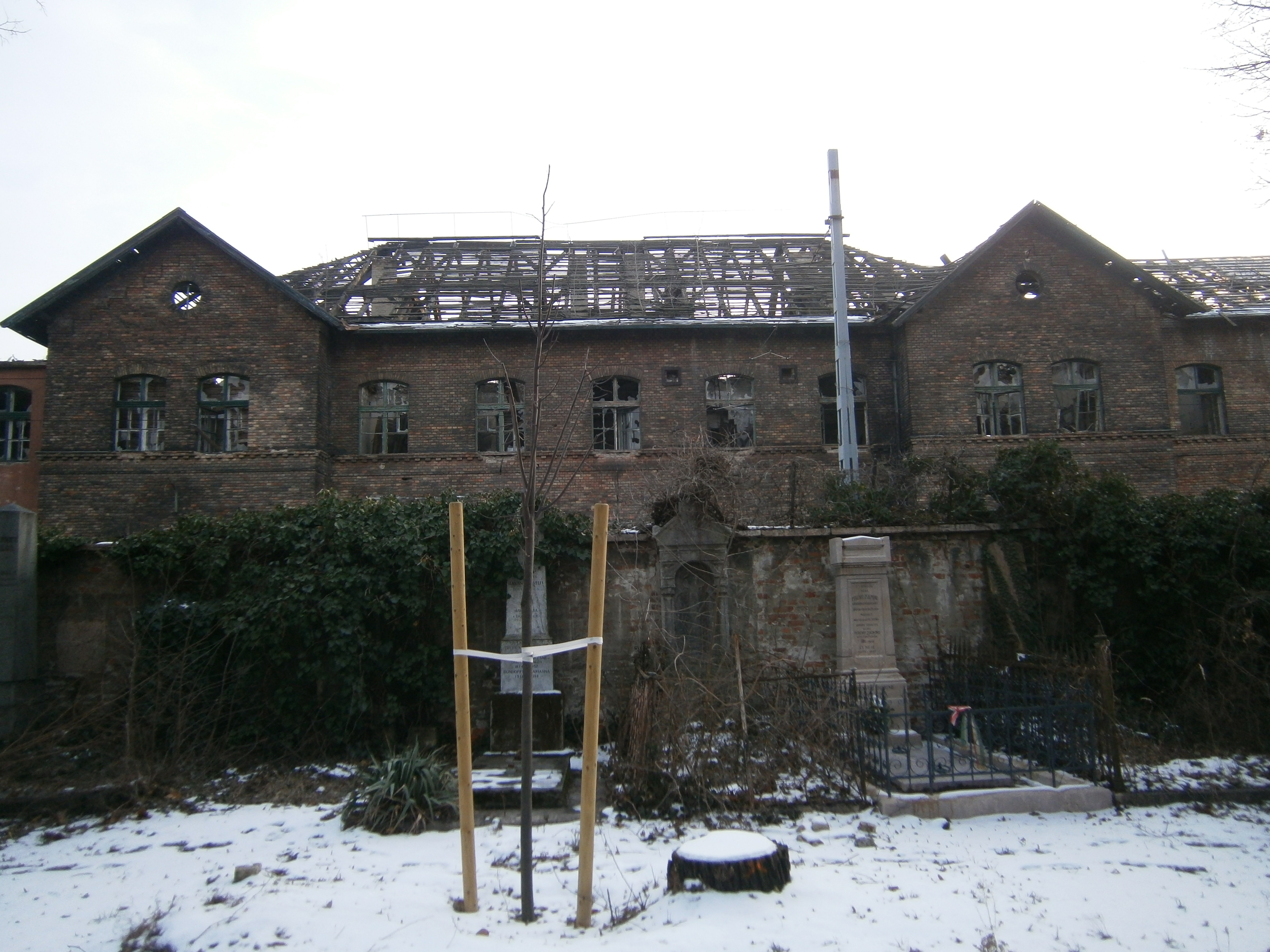
Une usine désaffectée de Budapest.

Réalisé par Laurent Boutonnat, le clip est tourné en Hongrie au mois de février 1991, dans une usine désaffectée de Budapest et dans la plaine Apaj Puszta.
Près de 120 figurants sont employés, dont des enfants venant d'instituts pour handicapés et de foyers de réinsertion : « On voulait beaucoup de figurants et on voulait surtout des enfants qui portent quelque chose de grave dans le visage, dans le regard ».
Le clip s'inspire, entre autres, du roman Oliver Twist de Charles Dickens ainsi que de son adaptation en film par David Lean. La scène finale est, quant à elle, inspirée par le tableau La Liberté guidant le peuple d'Eugène Delacroix.

### Synopsis

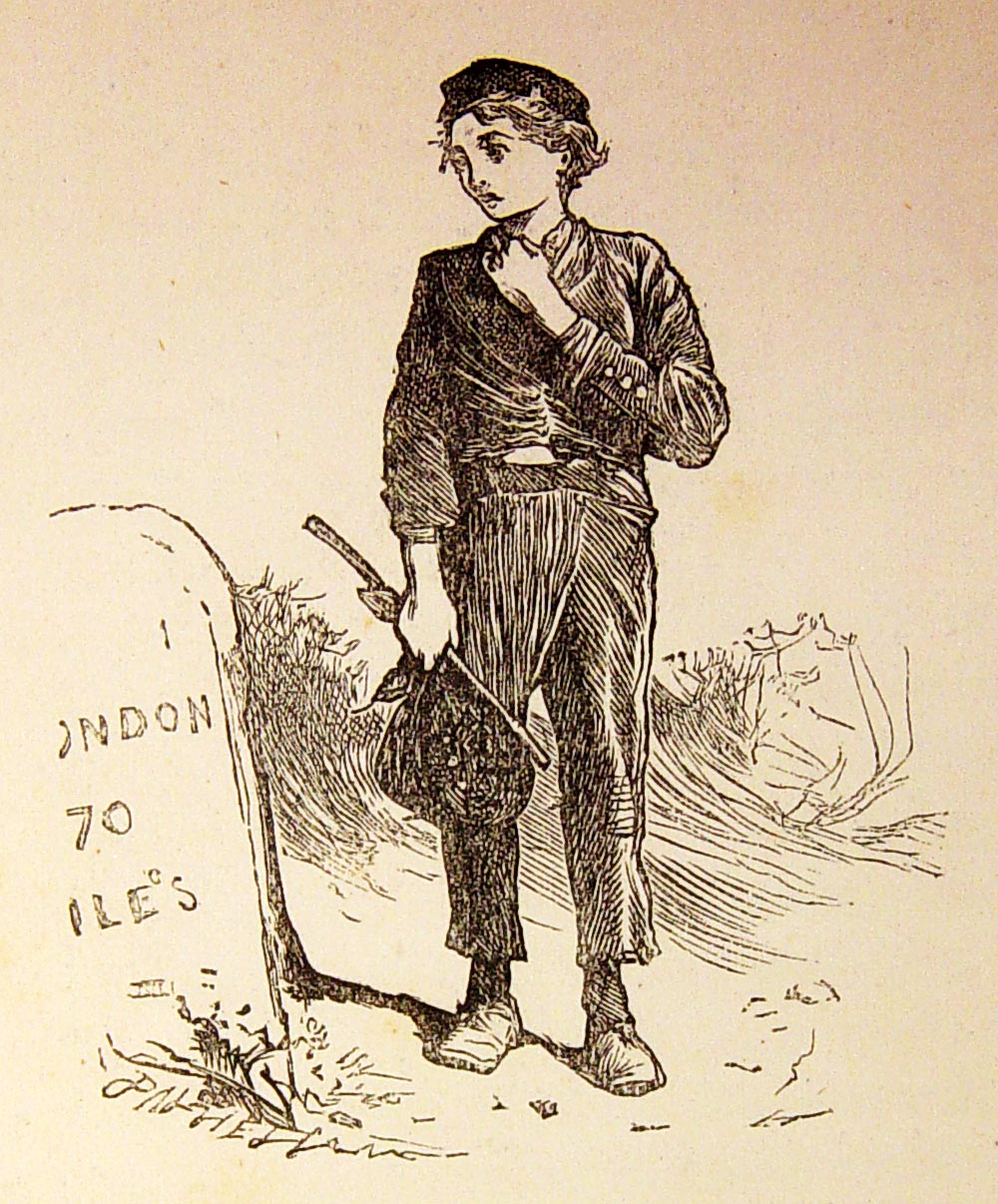
Le clip s'inspire notamment du roman Oliver Twist de Charles Dickens.

Une gardienne traîne Mylène Farmer, cheveux courts et casquette sur la tête, dans un camp de travail où elle est accueillie par ses congénères (tous masculins) avec des jets de pierres. Parmi eux, figure un petit garçon qui lui vole sa casquette avant de la frapper. Deux gardes arrivent, faisant fuir les prisonniers. Ils la traînent sur le sol afin de l'emmener dans un dortoir peuplé de rats, où elle retrouve le petit garçon qui finit par s'endormir contre elle.
Le matin, les prisonniers doivent transporter des sacs si lourds que le petit garçon en perd l'équilibre et tombe. Un garde le relève et l'emmène avec lui. Lors du repas, l'enfant réapparaît, l'œil tuméfié. La soupe servie est misérable : Mylène Farmer en recrache un cafard, que son voisin s'empresse d'avaler. Révoltée, elle se lève, vide sa gamelle sur la table et la rend à la gardienne, qui lui assène un grand coup au visage.

La scène finale est inspirée par le tableau La Liberté guidant le peuple d'Eugène Delacroix.

Mylène Farmer fait alors demi-tour et monte sur les tables, envoyant valser les lampes et arrachant le bois qui cloisonne les fenêtres. Peu à peu, les autres prisonniers se révoltent à leur tour et se mettent eux aussi à saccager les lieux, tandis que Mylène Farmer frappe la gardienne.
Alors que les prisonniers s'enfuient, des gardes tentent d'intervenir mais se font tabasser, notamment par des enfants qui leur volent leurs armes. D'autres gardes armés se mettent à leur barrer le chemin, prêts à leur tirer dessus, et se font fusiller par le petit garçon à l'aide d'une mitraillette. Les prisonniers arrivent devant une grande étendue enneigée, synonyme de liberté, et courent jusqu'à perdre haleine... avant de s'arrêter : devant eux, la neige s'étend à perte de vue. Ils décident toutefois de poursuivre leur marche vers cette liberté tant désirée, même si celle-ci semble désormais rimer avec la mort.

### Sortie et accueil
Le clip est diffusé en exclusivité le 3 avril 1991 dans l'émission NRJ-A2 sur Antenne 2.
Le 7 avril est diffusée sur M6 une longue interview de Mylène Farmer par Laurent Boyer sur le tournage du clip pour l'émission Fréquenstar.
- « Le résultat est superbe. » (Le Hérisson)[17]
- « Une œuvre d'art signée Laurent Boutonnat. » (Triolo)[18]
- « Un clip à vous foudroyer net tant les images tournées en Hongrie par Laurent Boutonnat nous frappent en plein plexus. » (France-Soir)[19]
- « Un clip aussi intrigant, spectaculaire et attachant que les précédents. » (7 Extra)[20]
- « Une vidéo violente et dérangeante. » (Podium)[21]

Deux versions du clip sont proposées : une de 6 minutes et l'intégrale de 10 minutes. Les fins de ces deux versions offrent deux visions totalement divergentes : la version courte se termine sur des images de prisonniers victorieux recouvrant la liberté (juste avant la scène où l'enfant fusille les gardes), tandis que la version intégrale montre les prisonniers faisant face à un paysage enneigé qui semble ne leur offrir aucun avenir.
Multi-diffusé à la télévision, Désenchantée sera nommé en tant que « Meilleur clip de l'année » aux Victoires de la musique 1992.

## Promotion
Mylène Farmer interprète Désenchantée pour la première fois à la télévision le 17 avril 1991 dans l'émission Sacrée Soirée sur TF1, entourée de huit danseuses sur une chorégraphie créée par elle-même.
Portant un smoking blanc (tandis que les danseuses sont vêtues de noir), elle chantera le titre trois autres fois sur TF1, dans La Une est à vous, Stars 90 et Tous à la une. Elle interprètera également la chanson à la télévision italienne en septembre 1991, sur la Rai 1.

## Classements hebdomadaires
Désenchantée demeure le plus gros succès de Mylène Farmer : no 1 du Top 50 durant 9 semaines et certifiée disque d'or, elle a été la chanson la plus diffusée de l'année 1991 et celle qui a rapporté le plus de droits d'auteur. Ce succès dépassera également les frontières françaises, le titre se classant dans plusieurs pays et s'écoulant à plus de 1 300 000 exemplaires.
Porté par ce succès, l'album L'Autre… restera no 1 des ventes durant 20 semaines. En 2005, elle a également été la chanson française la plus diffusée dans le monde.
Plus de trente ans après sa sortie, Désenchantée continue d'intégrer régulièrement le classement des meilleures ventes de singles en France et reste le titre le plus écouté de la chanteuse sur les plateformes de streaming.
| Classement (1991)             | Meilleure position |
| ----------------------------- | ------------------ |
| Allemagne (Media Control AG)  | 46                 |
| Allemagne (Radios)            | 20                 |
| Autriche (Ö3 Austria Top 40)  | 16                 |
| Autriche (Radios)             | 12                 |
| Belgique - Région flamande    | 18                 |
| Belgique - Wallonie           | 1                  |
| Europe (Ventes)               | 7                  |
| Europe (Radios)               | 8                  |
| France (SNEP)                 | 1                  |
| France (Radios AM)            | 1                  |
| France (Radios FM)            | 3                  |
| France (Clubs)                | 1                  |
| Pays-Bas (Nederlandse Top 40) | 19                 |
| Pays-Bas (Radios)             | 15                 |
| Québec                        | 9                  |
| Suisse (Radios)               | 4                  |
| Suisse (Schweizer Hitparade)  | 23                 |

| Classement (2011) | Meilleure position |
| ----------------- | ------------------ |
| France (Ventes)   | 44                 |

| Classement (2016) | Meilleure position |
| ----------------- | ------------------ |
| France (Ventes)   | 4                  |

| Classement (2017) | Meilleure position |
| ----------------- | ------------------ |
| France (Ventes)   | 26                 |

| Classement (2019) | Meilleure position |
| ----------------- | ------------------ |
| France (Ventes)   | 5                  |

| Classement (2020) | Meilleure position |
| ----------------- | ------------------ |
| France (Ventes)   | 58                 |

## Liste des supports
| A. | Désenchantée (version single) | 4:45 |
| B. | Désenchantée (Chaos Mix)      | 4:15 |

| A. | Désenchantée (Remix Club)               | 8:10 |
| B. | Désenchantée (Chaos Mix version longue) | 6:50 |

| 1. | Désenchantée (version single)           | 4:45 |
| 2. | Désenchantée (Remix Club)               | 8:10 |
| 3. | Désenchantée (Chaos Mix version longue) | 6:50 |

| A. | Désenchantée (version single) | 4:45 |
| B. | Désenchantée (Remix Club)     | 8:10 |

## Crédits
- Paroles : Mylène Farmer
- Musique : Laurent Boutonnat
- Réalisation et productions rythmiques : Laurent Boutonnat et Thierry Rogen
- Production, claviers et arrangements : Laurent Boutonnat
- Piano : Bruno Fontaine
- Guitares : Slim Pezin
- Basses acoustiques : Bernard Paganotti
- Chœurs : Mylène Farmer, Carole Fredericks, Beckie Bell, Debbie Davis
- Ingénieur du son : Thierry Rogen, assisté de Lionel Philippe
- Programmateur : Patrice Rouillon Tsernsoff de Gironville
- Enregistré et mixé au Studio Méga
- Éditions : Requiem Publishing - Paul Van Parys[52]

## Interprétations en concert
Désenchantée est interprétée lors de chacune des tournées de Mylène Farmer à partir 1996, devenant un moment incontournable de ses concerts. La chorégraphie, devenue culte, est signée par la chanteuse elle-même, qui la réalise entourée de danseurs à chaque fois.

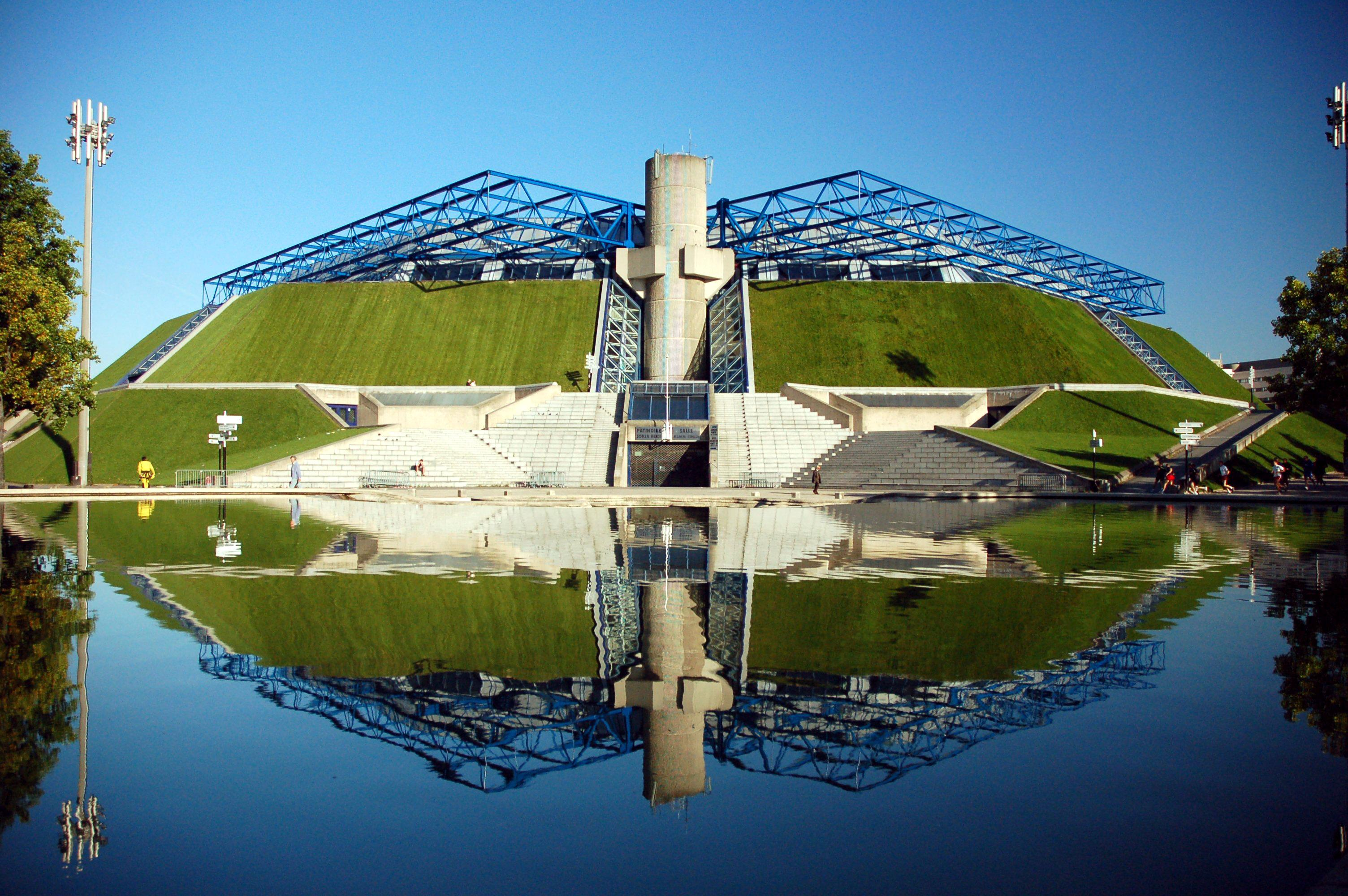
Mylène Farmer a interprété Désenchantée une trentaine de fois à Bercy.

- C'est lors de la première interprétation de Désenchantée sur scène pour son Tour 1996 (cinq ans après la sortie du single), que la chanteuse et Laurent Boutonnat réalisent l'incroyable ferveur provoquée dans le public par ce titre.
- Pour le Mylenium Tour en 1999, Mylène Farmer propose une version montant crescendo, et terminant par une partie instrumentale aux sonorités techno.
- Pour son spectacle Avant que l'ombre… À Bercy en 2006, elle interprète la chanson entourée de danseuses, sur une scène centrale en forme de croix de Malte.
- Désenchantée est de nouveau interprété lors du Tour 2009. Ce titre devient le final de la tournée des stades, inondant le public d'immenses confettis.
- Pour Timeless 2013, Mylène Farmer l'interprète entourée de danseurs portant des camisoles, avec des images d'araignée projetées sur un écran géant.
- Pour sa résidence à Paris La Défense Arena en 2019, elle chante le titre sur une scène survolant le public, toujours entourée de ses danseurs.
- Pour la tournée des stades Nevermore 2023/2024, la chanson est interprétée par Mylène Farmer vêtue de rouge[53], entourée de danseurs portant des masques de crânes de corbeaux.

## Albums et vidéos incluant le titre

### Albums de Mylène Farmer
| Année | Album                        | Version                                     | Durée      | Certifications de l'album  |
| 1991  | L'Autre...                   | Version Album Instrumental (réédition 2023) | 5:22       | Diamant · Platine · Or     |
| 1992  | Dance Remixes                | Remix Club                                  | 8:10       | 2 × Or                     |
| 1997  | Live à Bercy                 | Live 1996                                   | 8:15       | 3 × Platine · Or · Or      |
| 2000  | Mylenium Tour                | Live 1999                                   | 7:12       | 2 × Platine · Or           |
| 2001  | Les mots                     | Version Single                              | 5:00       | Diamant · 2 × Platine · Or |
| 2003  | RemixeS                      | Thunderpuss Club Anthem                     | 10:04      | Or                         |
| 2006  | Avant que l'ombre... À Bercy | Live 2006                                   | 6:42       | Or                         |
| 2009  | No 5 on Tour                 | Live 2009                                   | 7:42       | 2 × Platine · Or           |
| 2013  | Timeless 2013                | Live 2013                                   | 7:03       | Platine · Or               |
| 2019  | Live 2019                    | Live 2019                                   | 10:21      | Platine                    |
| 2020  | Histoires de                 | Live 2013                                   | 6:20       | Platine                    |
| 2021  | Plus grandir                 | Version Single Vidéo-clip                   | 4:45 10:12 | Platine                    |
| 2024  | Remix XL                     | Arnaud Rebotini Remix Feder Remix           | 7:48 6:53  |                            |
| 2024  | Nevermore                    | Live 2023                                   | 7:13       | Platine                    |
| 2025  | 86-97                        | Version Album                               | 5:23       |                            |

### Vidéos de Mylène Farmer
| Année | Vidéo                        | Version    | Durée | Certifications de la vidéo         |
| 1992  | L'Autre...                   | Vidéo-clip | 10:12 | -                                  |
| 1997  | Music Videos                 | Vidéo-clip | 10:12 | 3 × Platine (VHS) · Diamant (DVD)  |
| 1997  | Live à Bercy                 | Live 1996  | 8:15  | Diamant (VHS) · Diamant (DVD)      |
| 2000  | Mylénium Tour                | Live 1999  | 7:54  | Diamant (VHS) · Diamant (DVD) · Or |
| 2006  | Avant que l'ombre... À Bercy | Live 2006  | 9:08  | Diamant                            |
| 2010  | Stade de France              | Live 2009  | 10:41 | Diamant · Or                       |
| 2014  | Timeless 2013                | Live 2013  | 9:07  | Diamant                            |
| 2019  | Live 2019                    | Live 2019  | 11:51 | Diamant                            |
| 2024  | Nevermore                    | Live 2023  | 11:22 | Diamant                            |

### Compilations multi-artistes
| Année | Compilation                         | Version        | Durée | Certifications de l'album |
| 1991  | Top Parade                          | Version Single | 4:45  | -                         |
| 2021  | RTL - 50 ans de chansons françaises | Version Single | 4:45  | -                         |

## Reprises
La chanson, qui a inspiré le titre Disappointed du groupe britannique Electronic, a été reprise plusieurs fois, notamment par :
- 1996 : Lio sur la compilation Les plus belles chansons françaises de 1991, proposée par les Éditions Atlas[100].
- 1998 : le groupe Alliage dans l'émission Hit Machine[101].
- 1999 : Allan Théo l’interprète en concert[101].
- 2002 : la chanteuse belge Kate Ryan sur l'album Different[102].
- 2002 : le groupe allemand Liloo sur un remix de Mad'House[103].
- 2003 : l'artiste suédois Christer Björkman[101].
- 2005 : Zazie et Pascal Obispo pour le spectacle Le Train des Enfoirés[104].
- 2008 : le groupe dance allemand Siria[101].
- 2012 : Shy'm pour l'émission 300 chœurs pour plus de vie[101].
- 2013 : Olympe (chanteur) sur son premier album[105].
- 2018 : le duo Madame Monsieur, candidat au Concours Eurovision de la chanson 2019[101].
- 2020 : le groupe La Maison Tellier[106].
- 2020 : la chanteuse Pomme pour l'émission Le petit Live[101].
- 2022 : Sylvie Tellier dans l'émission Mask Singer[107].
- 2023 : Juliette Armanet et David Numwami lors de l'Hyper Weekend Festival à la Maison de la Radio et de la Musique[108].
- 2024: le groupe Exit Eden

La chanson est également reprise fréquemment par des candidats de télé-crochet (The Voice, Star Academy, Nouvelle Star...).
Toutefois, la reprise la plus célèbre reste celle de la chanteuse belge Kate Ryan, qui a connu un grand succès en Europe en 2002.

### Reprise de Kate Ryan
Singles de Kate Ryan
UR (My Love)
(2001) Mon cœur résiste encore
(2002)
En 2002, la chanteuse d'eurodance belge Kate Ryan reprend la chanson de Mylène Farmer sur son premier album, Different. Le morceau sort en tant que troisième single de l'album le 29 mars 2002 sous les labels Universal et Antler-Subway.
Le titre rencontre un grand succès en Europe, atteignant la première place en Belgique et en Hongrie, ainsi que le Top 3 en Autriche, aux Pays-Bas, en Allemagne et en Norvège.
En 2009, la chanson a été remixée par Paris Avenue sous une version dance. Ce remix est inclus dans l'album de Kate Ryan French Connection.

#### Liste des supports
| 1. | Désenchantée (Radio Edit)   | 3:38 |
| 2. | Désenchantée (Extended Mix) | 8:27 |

| 1. | Désenchantée (Radio Edit)   | 3:38 |
| 2. | Désenchantée (Extended Mix) | 8:27 |
| 3. | Désenchantée (Club Version) | 8:12 |

#### Classements
La chanson a connu un grand succès en Europe, se classant dans le Top 10 de plusieurs pays. Elle a été certifiée double disque de platine en Belgique, disque d'or en Allemagne et en Suède, mais également disque d'argent en France.
| Classement hebdomadaire (2002-2003)     | Meilleure position |
| --------------------------------------- | ------------------ |
| Allemagne (Media Control)               | 2                  |
| Autriche (Ö3 Austria Top 40)            | 3                  |
| Belgique (Flandre Ultratop 50 Singles)  | 1                  |
| Belgique (Wallonie Ultratop 50 Singles) | 14                 |
| Danemark (Tracklisten)                  | 12                 |
| Pays-Bas (Top 40)                       | 2                  |
| France (SNEP)                           | 12                 |
| Hongrie (Mahasz)                        | 1                  |
| Norvège (VG-lista)                      | 3                  |
| Suède (Sverigetopplistan)               | 4                  |
| Suisse (Schweizer Hitparade)            | 11                 |

| Classement annuel (2002) | Position |
| ------------------------ | -------- |
| Belgique (Flandre)       | 2        |
| Belgique (Wallonie)      | 48       |
| Pays-Bas                 | 3        |
| France                   | 74       |
| France (Radios)          | 100      |
| France (Clips)           | 41       |

| Classement annuel (2003) | Position |
| ------------------------ | -------- |
| Autriche                 | 32       |
| Suède                    | 50       |